# Guépard
Acinonyx jubatus
Pour les articles homonymes, voir Guépard (homonymie).
Espèce
Répartition géographique
- présence historique
- présence faible
- présence moyenne
- présence élevée

Statut CITES
Statut de conservation UICN

 VU A4b; C1 : Vulnérable
Le guépard (Acinonyx jubatus) est un grand mammifère carnassier de la famille des félidés vivant en Afrique et en Asie de l'Ouest. Le guépard a une allure svelte et fine, avec de longues pattes élancées (aux griffes semi-rétractiles ou non-rétractiles selon les sources), et une face au museau court marquée par deux traces noires partant des yeux. Son pelage est entièrement tacheté de noir sur un fond fauve à beige très clair ; les petits sont pourvus d'une courte crinière qui disparaît à l'âge adulte. Il est considéré comme l'animal terrestre le plus rapide au monde, sa vitesse à la course pouvant atteindre 110 km/h.
Classé vulnérable par l'Union internationale pour la conservation de la nature, le guépard fait actuellement l'objet de diverses tentatives de protection, incluant des procédés de clonage. L'espèce est divisée en cinq sous-espèces présentant des différences mineures de morphologie ou de comportement. Parmi celles-ci, le guépard asiatique, le guépard du Sahara et le guépard d'Afrique du Nord-Est sont classées en danger critique d'extinction. La population de guépards est passée de 100 000 individus au début du XXe siècle à 7 100 en 2019.

## Description

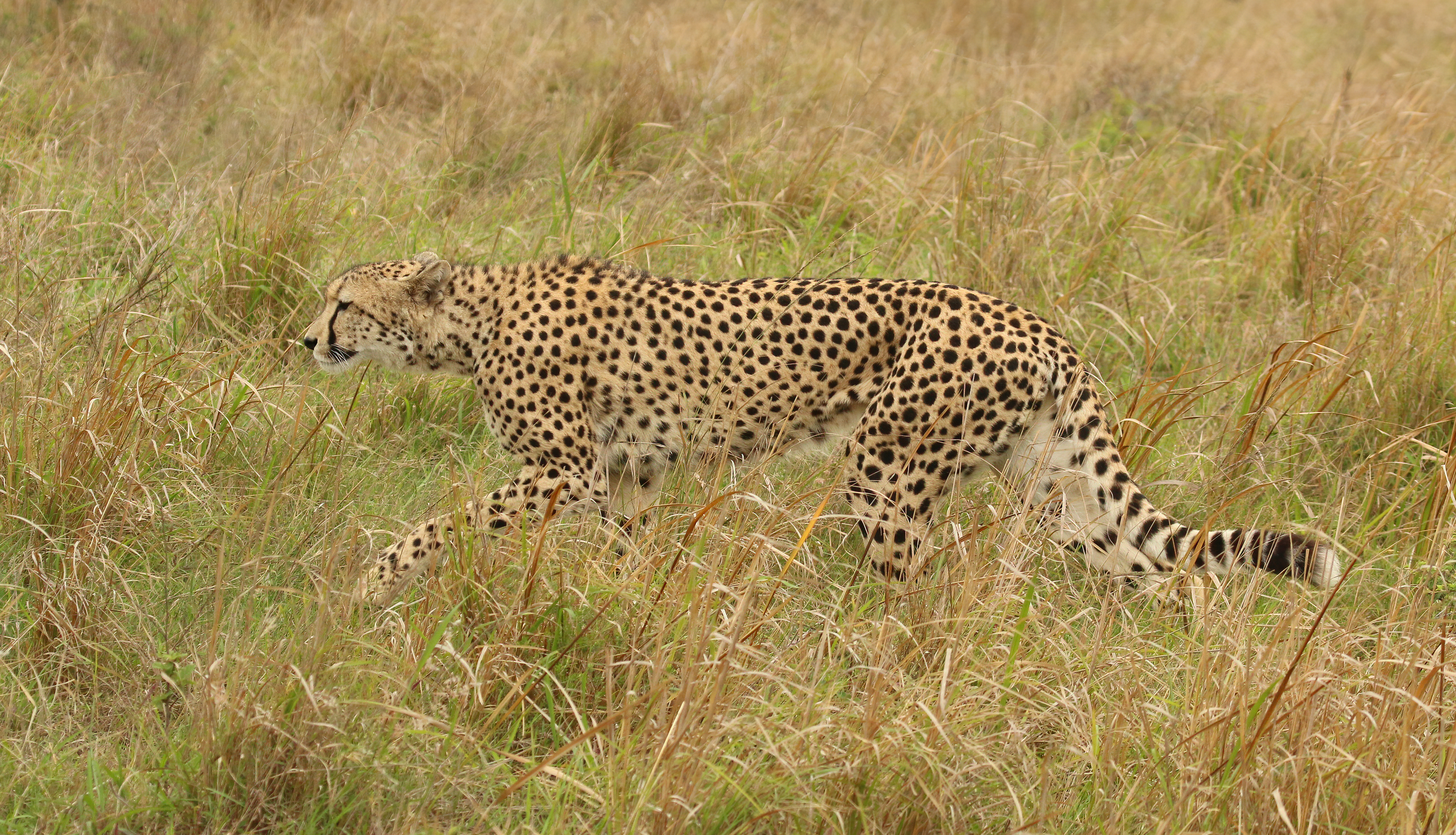
Un guépard femelle en Afrique du Sud. Octobre 2014.

### Morphologie
Le corps du guépard, musclé, est très aérodynamique et ressemble à celui d'un lévrier,,, : svelte, presque maigre, avec de longues pattes fines, contrastant fortement avec la plupart des autres grands félins. Sa poitrine est profonde et sa taille étroite. Ses os sont légers et sa colonne vertébrale, extrêmement flexible, lui permet de projeter ses membres postérieurs très loin et, ainsi, de courir très vite.
Sa queue agit comme un balancier et un gouvernail lorsqu'il prend des virages brusques en poursuivant sa proie[réf. non conforme]. Les griffes du guépard ne sont pas totalement rétractiles ni crochues, contrairement à celles des autres félins (d'où le nom latin du genre « acinonyx », cf. infra). Cette particularité lui permet d'avoir une très bonne adhérence au sol pour courir très vite, mais a aussi pour effet qu'elles s'usent rapidement, ce qui l'empêche de grimper aux arbres pour y cacher ses proies par exemple, ou de s'en servir pour se battre. Seuls les petits peuvent grimper aux arbres, et ils n'y semblent pas très habiles.

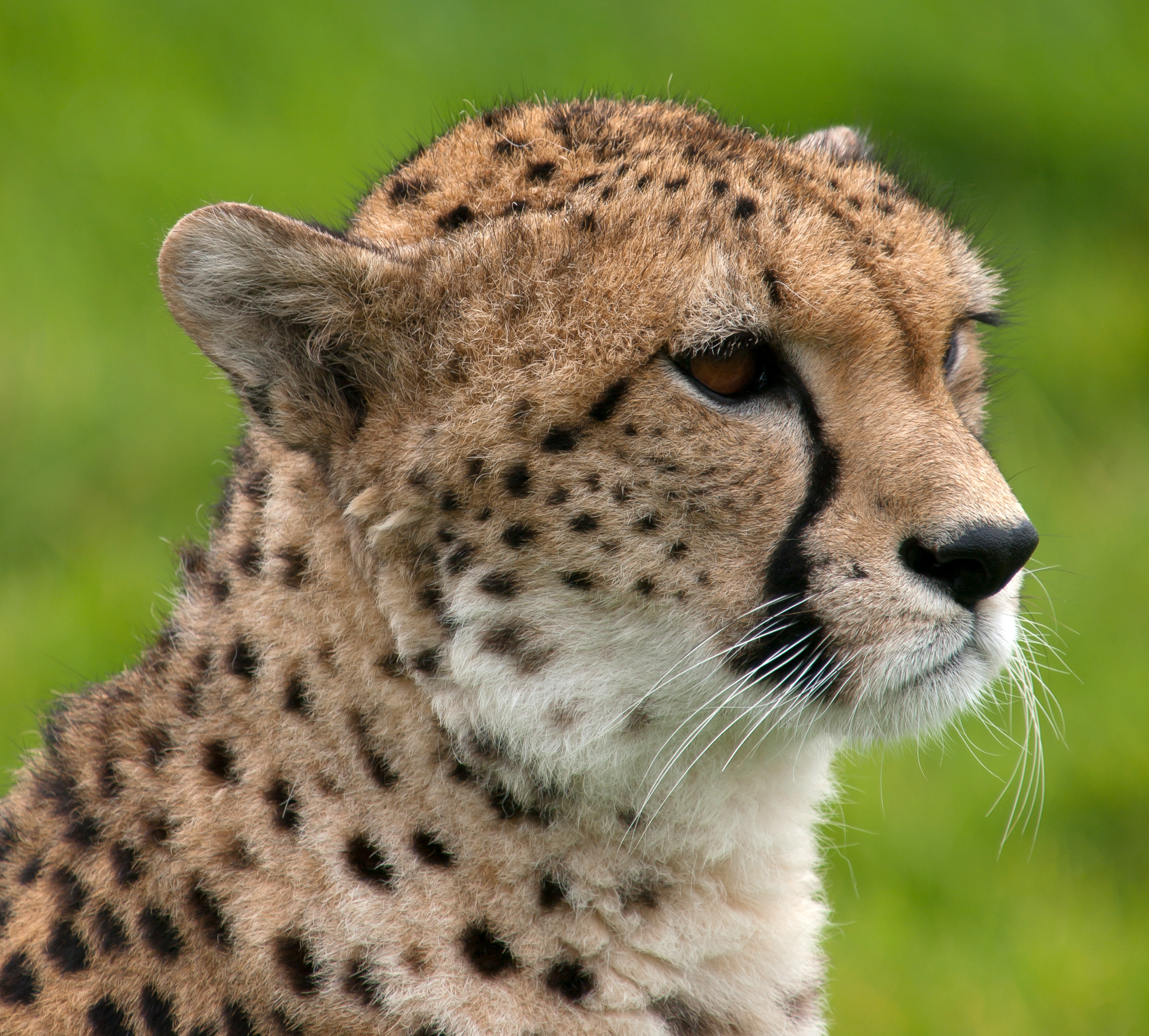
Photo du guépard, montrant la « larme » caractéristique sous l'œil.

Un gros cœur et des poumons développés favorisent les échanges gazeux. Le guépard a de larges fosses nasales, lui assurant une bonne oxygénation pendant sa course.

Il a une petite tête et un museau court, des yeux haut placés et bien déterminés, soulignés par une ligne noire ressemblant à une larme qui chemine du canthus interne des paupières jusqu'à la commissure des lèvres, et qui permet de différencier à coup sûr le guépard des autres grands félins tachetés, tels que le léopard. Ces traînées amélioreraient sa vision en minimisant les reflets de la lumière du soleil.

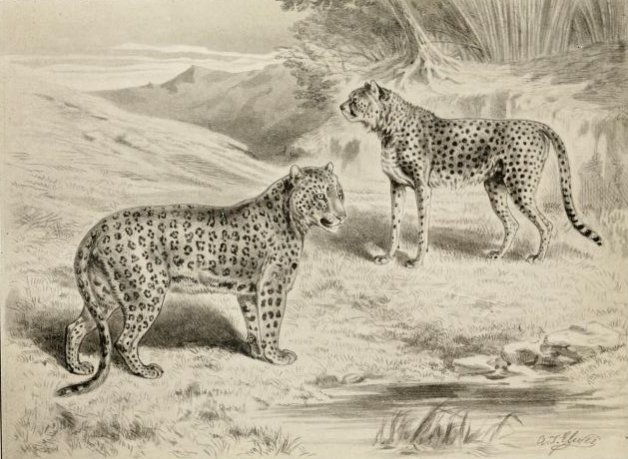
Illustration présentant une comparaison entre la morphologie du guépard (à droite) et celle du léopard.

Ses oreilles sont petites et rondes. Comparativement aux autres grands félins, son crâne est de plus petite dimension, et la structure de sa mâchoire supérieure permet un bon passage de l'air, grâce aux canines peu développées, mais réduit la puissance de la morsure. Le faible développement de ses crocs et de leurs racines favorise les voies respiratoires : c'est un atout indéniable pour la course, mais un handicap pour le combat.

### Biométrie
Le guépard fait preuve d'un léger dimorphisme sexuel, les mâles étant plus grands que les femelles. Les guépards adultes mesurent de 66 à 81 cm au garrot pour les femelles contre 79 à 94 cm de hauteur au garrot pour les mâles, et de 1,10 à 1,30 m de longueur pour les femelles contre 1,30 à 1,50 m de long pour les mâles auxquels s'ajoutent 65 à 85 cm de queue. Les animaux adultes pèsent de 21 à 42 kg pour les femelles contre 36 à 72 kg pour les mâles avec une moyenne pour les mâles de 48 kg et de 38 kg pour les femelles.

### Fourrure
La couleur de base des parties supérieures d'un adulte s'étend du fauve au beige pâle ou au blanc grisâtre, les parties inférieures de la robe étant plus pâles, souvent blanches. La fourrure est parsemée de taches noires, rondes ou ovales, mesurant de deux à quatre centimètres de diamètre. Seul le blanc de la gorge et de l'abdomen est exempt de taches. La fourrure est épaisse avec des poils légèrement plus longs sur la nuque qu'ailleurs. Le dernier tiers de la queue est couronné de quatre à six anneaux noirs et possède à son extrémité une épaisse touffe blanche. Les anneaux de la queue sont caractéristiques de chaque guépard et permettent une identification individuelle.

#### Guépard royal

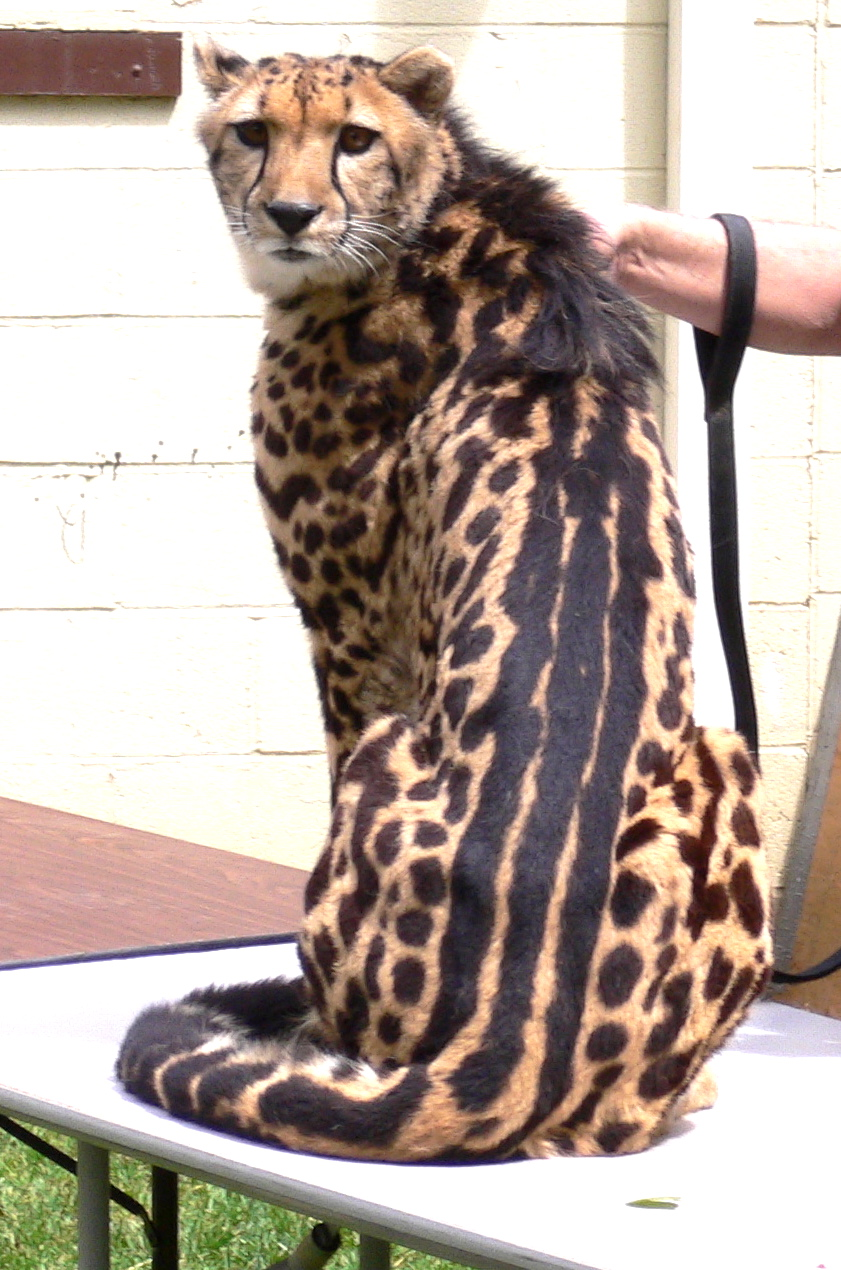
Guépard royal.

Le guépard royal (Acinonyx jubatus f. rex) est parfois considéré comme une sous-espèce, mais il s'agit d'une simple forme qui résulterait d'une mutation récessive. En effet, il peut apparaître dans une portée de guépards normaux.
Il se rencontre dans les zones les plus boisées d'un petit secteur de l'Afrique du Sud et au Zimbabwe.
Son aspect est différent de celui des autres guépards : ses taches sont nettement plus grandes et forment des lignes par endroits, avec une bande noire sur le dos se prolongeant de la tête à la queue. Ce pelage, marbré plutôt que moucheté, semble lui assurer un excellent camouflage dans le miombo du Botswana et du Zimbabwe.

### Performances physiques

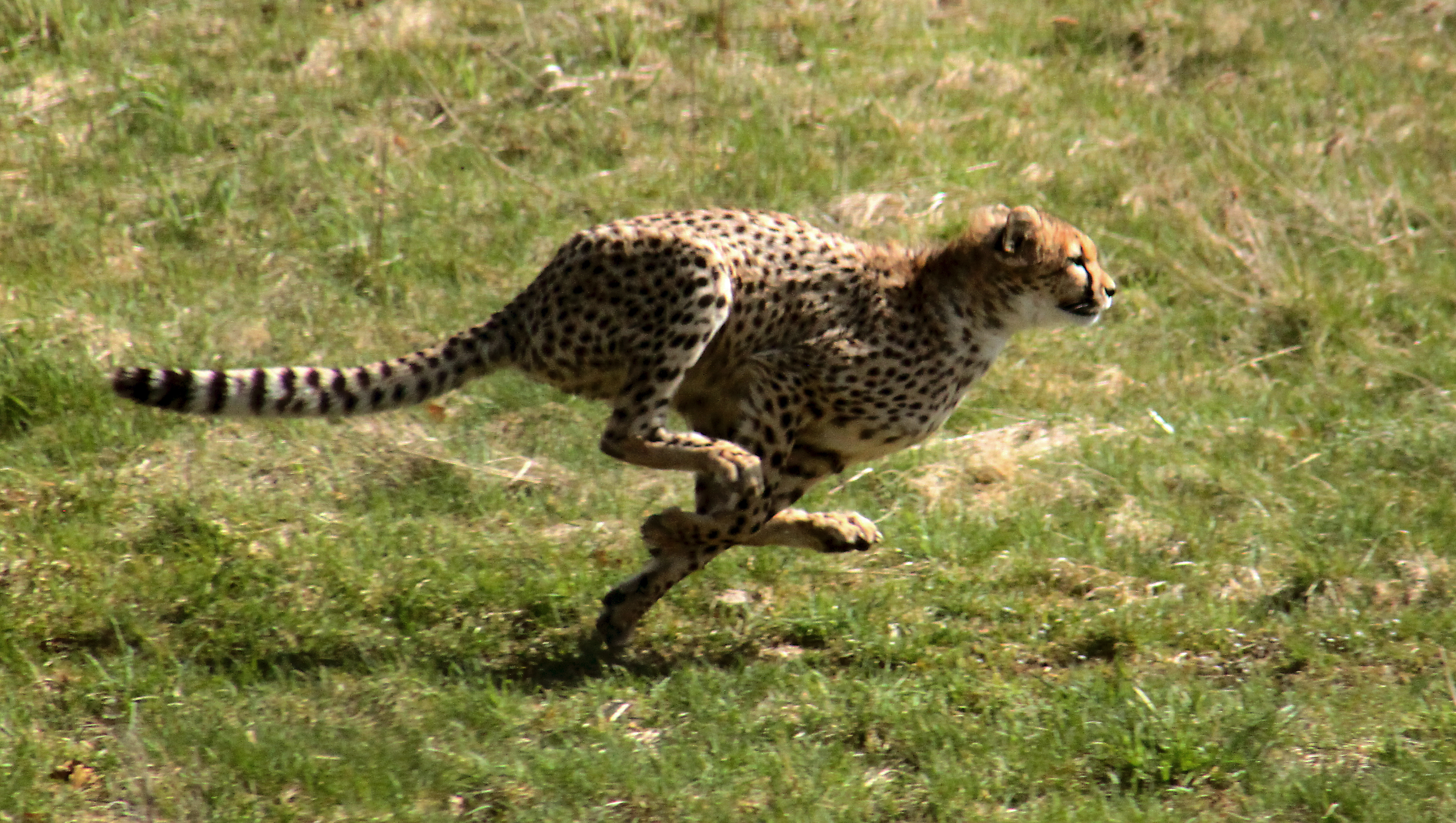
Guépard du Ree Park – Ebeltoft Safari, Danemark, en train de courir pour attraper une proie.

Le guépard parcourt quelque sept ou huit mètres en une seule foulée et accomplit quatre foulées à la seconde. Cela en fait un des mammifères quadrupèdes les plus rapides. Un sprint l'amène à 70 km/h en deux secondes puis 90 km/h une seconde plus tard. Une étude publiée en 2013 dans la revue Nature portant sur l'analyse statistique de 367 courses de chasse réalisées par cinq guépards en liberté dans la nature, munis de colliers d'enregistrement couplés à des GPS, a montré que si une vitesse maximum unique de 93 km/h a pu être enregistrée, la moyenne des courses des animaux se situe à 49,89 km/h et que très peu d'entre elles dépassent les 72 km/h. En revanche, les données ont montré des accélérations et décélérations latérales les plus importantes jamais enregistrées pour un animal terrestre démontrant que le succès de la chasse pour le guépard repose plus sur sa puissance musculaire, son adhérence au sol et la manœuvrabilité de son corps que sur sa vitesse linéaire maximale.
Par ailleurs, un guépard en captivité a atteint la vitesse record de 112 km/h, mais on estime cependant qu'il ne peut maintenir sa vitesse que sur 300 à 400 mètres. Sur une distance plus longue, il serait largement dépassé par une antilope. En 2009, Sarah, un guépard femelle du zoo de Cincinnati, a parcouru le 100 mètres en six secondes et 13 centièmes, soit une vitesse moyenne de presque 60 km/h. Le 20 juin 2012, Sarah a battu son propre record du monde du 100 mètres, en 5,95 secondes, terminant à plus de 98 km/h.
Lorsque le guépard arrive suffisamment près de sa proie, il lui arrive souvent de lui faire un simple croc-en-jambe et, ainsi, de la déséquilibrer afin qu'elle fasse une chute fatale du fait de la vitesse.
Les pattes des guépards sont moins arrondies et plus solides que celles de la plupart des félins ; cela les aide à prendre des virages serrés. Les griffes, non-rétractiles,, ou semi-rétractiles,, fournissent traction et adhérence lors d'une course et contribuent ainsi à maintenir les accélérations. Enfin, sa petite tête est plus aérodynamique.

## Taxinomie
Le guépard est le seul représentant actuel du genre Acinonyx, mais, avant la fin du Pléistocène supérieur, ce genre comprenait plusieurs espèces dont la plus connue est Acinonyx pardinensis, ou le guépard géant d'Eurasie.

### Phylogenèse

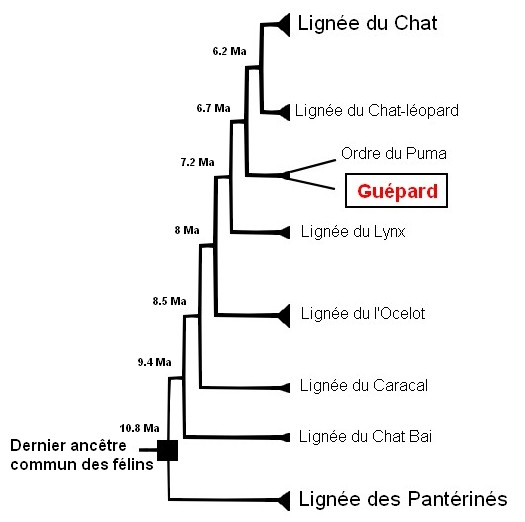
Arbre phylogénétique des félins.

La phylogenèse est l'étude de l'apparition et de la formation d'une espèce grâce à des fossiles. Avec l'étude de phylogénie moléculaire, on sait que la famille des félidés a pour dernier ancêtre commun un félin préhistorique apparu il y a environ 20 millions d'années, Pseudaelurus. La première lignée de félins à diverger est celle des Panthérinés, il y a environ 10,8 millions d'années. Le guépard résulte d'une divergence bien plus récente, il y a environ 6,7 millions d'années, de la lignée du Puma, qui est en effet le félin actuel le plus proche du guépard. À la suite de l'apparition de la lignée du Puma, celle-ci divergea pour donner d'un côté le genre Puma et d'un autre le genre Acinonyx. Le genre Acinonyx est apparu durant le Pliocène : on retrouve des fossiles du guépard en Afrique du Sud qui datent de la fin de cette période. L'apparition du guépard semble donc dater d'il y a trois millions d'années.

### Sous-espèces
Cinq sous-espèces de guépards sont distinguées :
- Guépard d'Afrique australe, Acinonyx jubatus jubatus (Schreber, 1775) : dans l'essentiel du sud de l'Afrique ;
- Guépard d'Afrique de l'Est, Acinonyx jubatus raineyi (Edmund Heller, 1913) : Kenya, Ouganda, Somalie ;
- Guépard d'Afrique du Nord-Est, Acinonyx jubatus soemmeringii (Fitzinger, 1855) : Éthiopie, Tchad, Soudan, Cameroun, sud du Niger ;
- Guépard d'Afrique du Nord-Ouest ou Guépard du Sahara, Acinonyx jubatus hecki (Hilzheimer, 1913) : Afrique occidentale, Sahara ;
- Guépard asiatique, Acinonyx jubatus venaticus (Griffith, 1821) : désormais limité à l'Iran.

La forme Acinonyx jubatus f. rex, le guépard royal, semble considérée à tort par certains anciens auteurs comme une sous-espèce supplémentaire. Si certains secteurs géographiques présentent plus d'individus de ladite forme, comme au Zimbabwe, celle-ci peut aussi apparaître « spontanément » dans une portée par le jeu de la génétique.

#### Guépard du Sahara
La première observation attestée du guépard saharien en Algérie a eu lieu en 1884. Cependant, le guépard n'a pas été signalé depuis 2011. En mai 2020, le guépard saharien a été photographié par un groupe de chercheurs du PPCA dans le parc culturel de l'Ahaggar grâce à des pièges photographiques.
Acinonyx jubatus subsp. hecki a été découvert par Hilzeimer en 1913. Exceptionnellement pâle, on le trouve exclusivement dans le désert du Sahara. Il a des taches mais plus espacées que celles des guépards des savanes. C'est une sous-espèce, appelée communément « guépard du Sahara ». Elle a été photographiée pour la première fois en 2002, au Niger.

#### Guépard d'Asie
Acinonyx jubatus subsp. venaticus a été découvert par Edward Griffith en 1821. Le guépard asiatique (Acinonyx jubatus venaticus) est maintenant également connu sous le nom le « guépard iranien », les derniers spécimens du monde sont connus pour vivre principalement en Iran. En janvier 2022, le pays ne compte plus que 12 spécimens sur son sol contre une cinquantaine en 2017.
Cette sous-espèce, aussi connue sous le nom « guépard Indien », est disparue du pays asiatique depuis les années 1950. Après une proposition rejetée en 2013, la Cour suprême indienne donne son accord le 28 janvier 2020 pour une réintroduction expérimentale en Inde de guépards provenant de Namibie.
Le guépard asiatique est rare et gravement menacé d'extinction et cette sous-espèce du guépard n'est rencontrée aujourd'hui qu'en Iran, avec quelques observations occasionnelles dans le Balouchistan au Pakistan. Il vit dans un vaste désert central en fragmentations de morceaux d'habitats favorables restants. Il resterait moins de 50 guépards asiatiques dans le monde. Le guépard asiatique, le Lynx d'Eurasie et la Panthère de Perse sont les seules espèces subsistant de gros félins en Iran aujourd'hui.
La population de cette sous-espèce a divergé des variétés africaines il y a 32 000 à 67 000 ans.
Le guépard d'Asie ou guépard d'Iran a la fourrure bien plus claire que son cousin d'Afrique. Il présente par ailleurs une crinière plus visible au niveau de la nuque. Seule une soixantaine de guépards d'Asie survivrait en Iran, en bordure du désert de Kavir, dont une moitié d'immatures. La survie de cette sous-espèce placée sur la liste rouge de l'Union Internationale pour la conservation de la nature (UICN) est menacée.

## Comportement

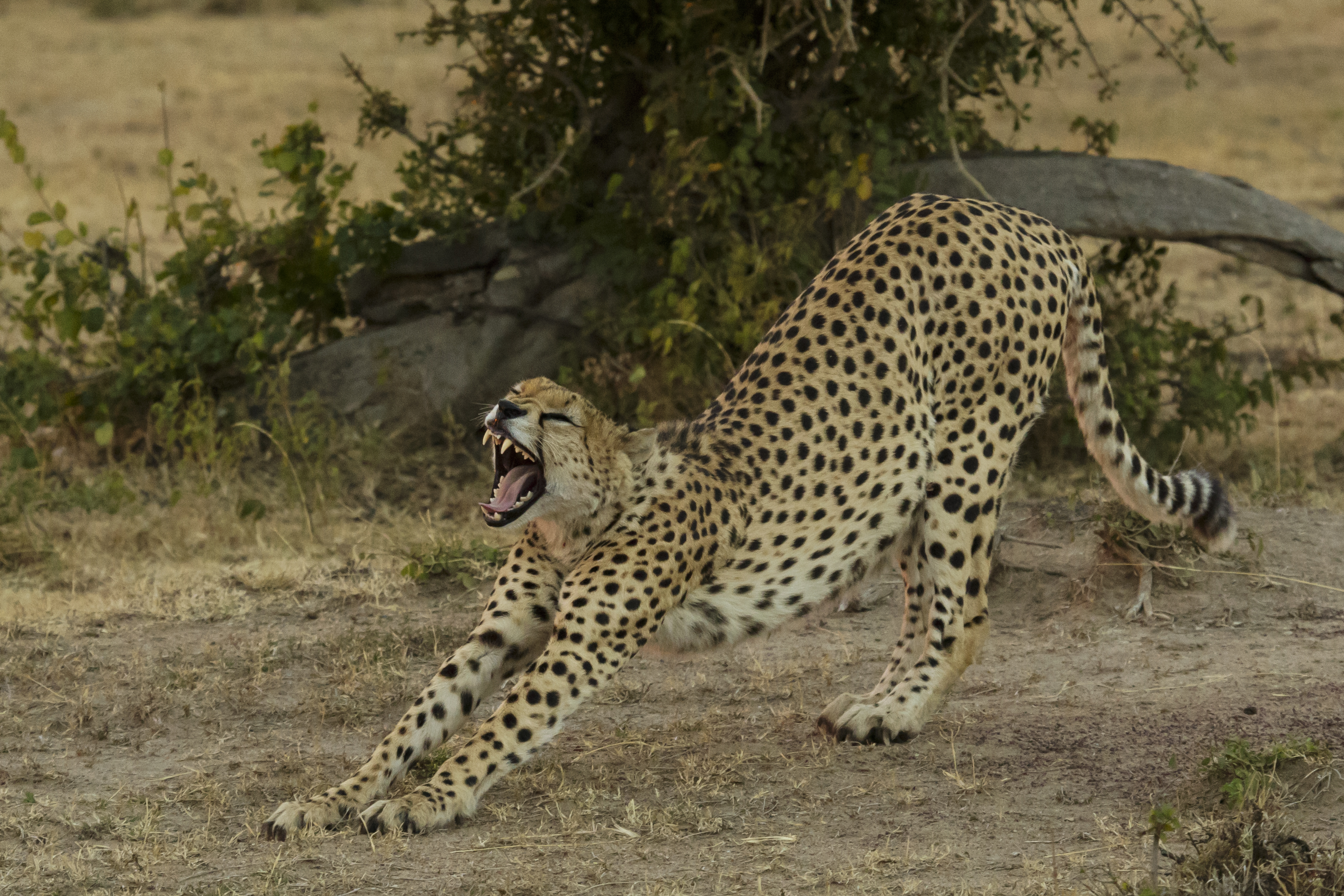
Guépard chez lui dans la réserve nationale du Masai Mara, Kenya, septembre 2015.

### Espérance de vie
Dans la nature, un guépard vit en moyenne de 10 à 12 ans. La durée de vie moyenne d'un mâle adulte est de huit ans en partie à cause des conflits territoriaux avec des groupes de mâles concurrents. En captivité, il peut vivre entre 10 et 20 ans.

### Vocalisation
Les vocalisations du guépard peuvent parfois s'apparenter à un cri d'oiseau, mais aussi au miaulement d'un chat. Lorsque le guépard manifeste sa colère, il feule. Le guépard ne peut pas rugir, car il a une ossification complète de l'os hyoïde comme les animaux du genre Felis. Les félins du genre Panthera à l'inverse possèdent une ossification incomplète de l'os hyoïde ce qui leur permet de rugir.

### Reproduction et vie sociale

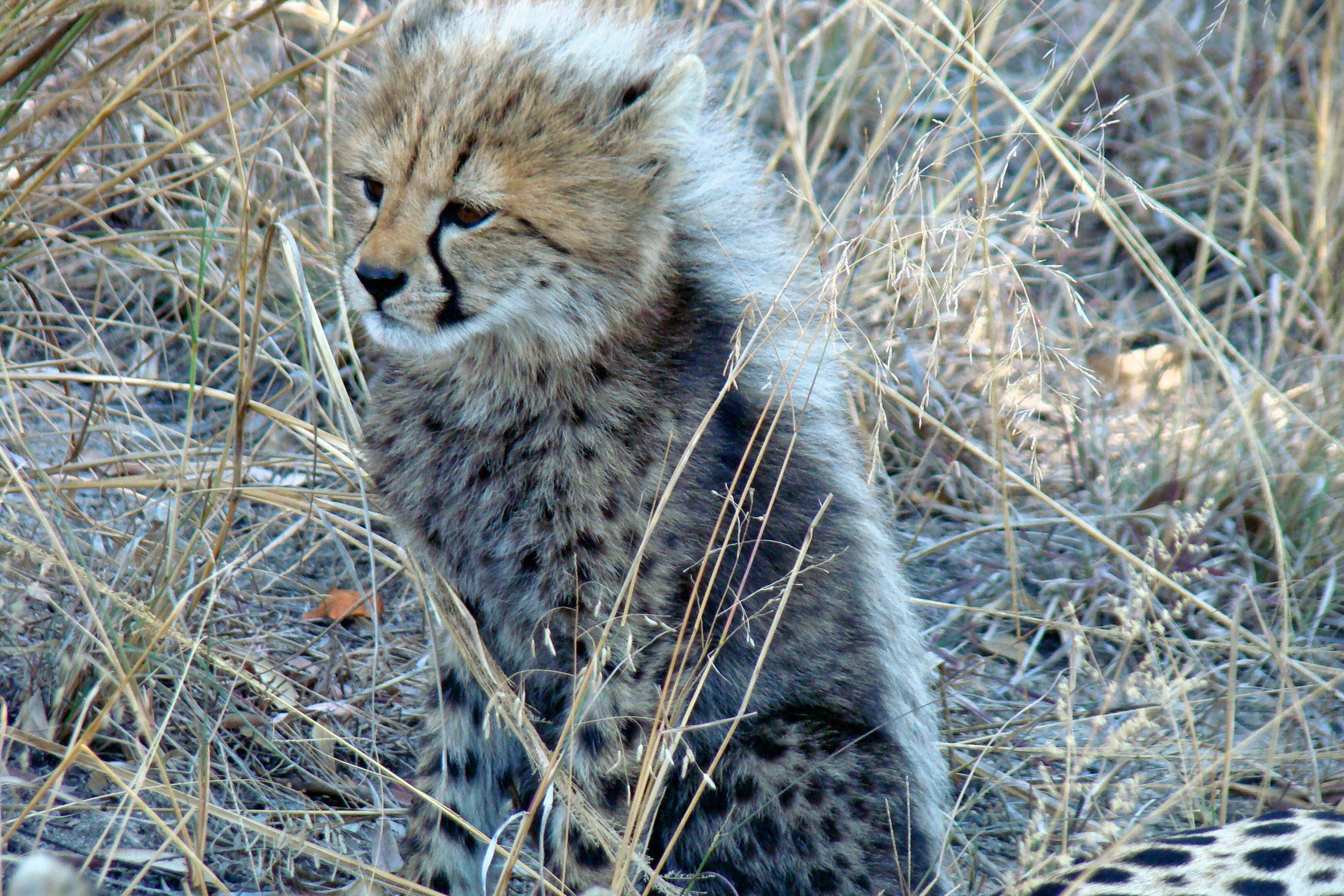
Petit guépard.

Les femelles (parfois appelées guépardes) mettent bas de trois à cinq petits (guépardeaux) et même parfois jusqu'à huit. Mais cela est très rare, et souvent uniquement trois ou quatre petits arrivent à survivre. La période de gestation dure de 90 à 95 jours. Les petits pèsent de 300 à 500 grammes à la naissance, mesurent environ 30 cm et sont aveugles.
Les femelles adultes sans petits vivent souvent seules. Les mâles forment parfois de petits groupes, surtout lorsqu'ils sont issus de la même portée.
Les femelles sont polyœstrales, avec un cycle menstruel moyen de 12 jours. La période de fertilité s'étale sur une à trois journées. La reproduction a lieu pendant toute l'année, bien que la majorité des copulations sur le Serengeti se produisent pendant la saison des pluies.

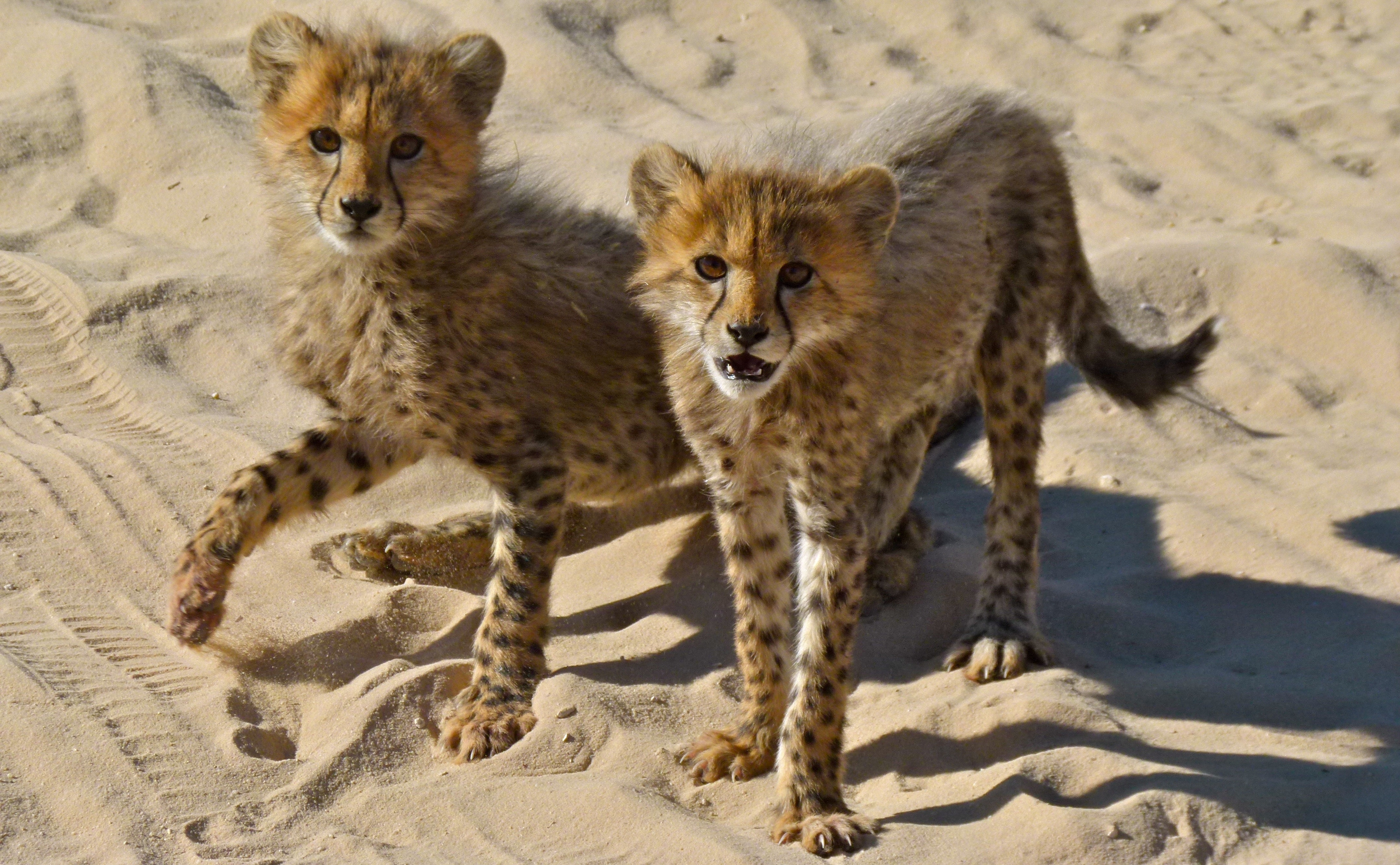
Jeunes guépards (Afrique du Sud).

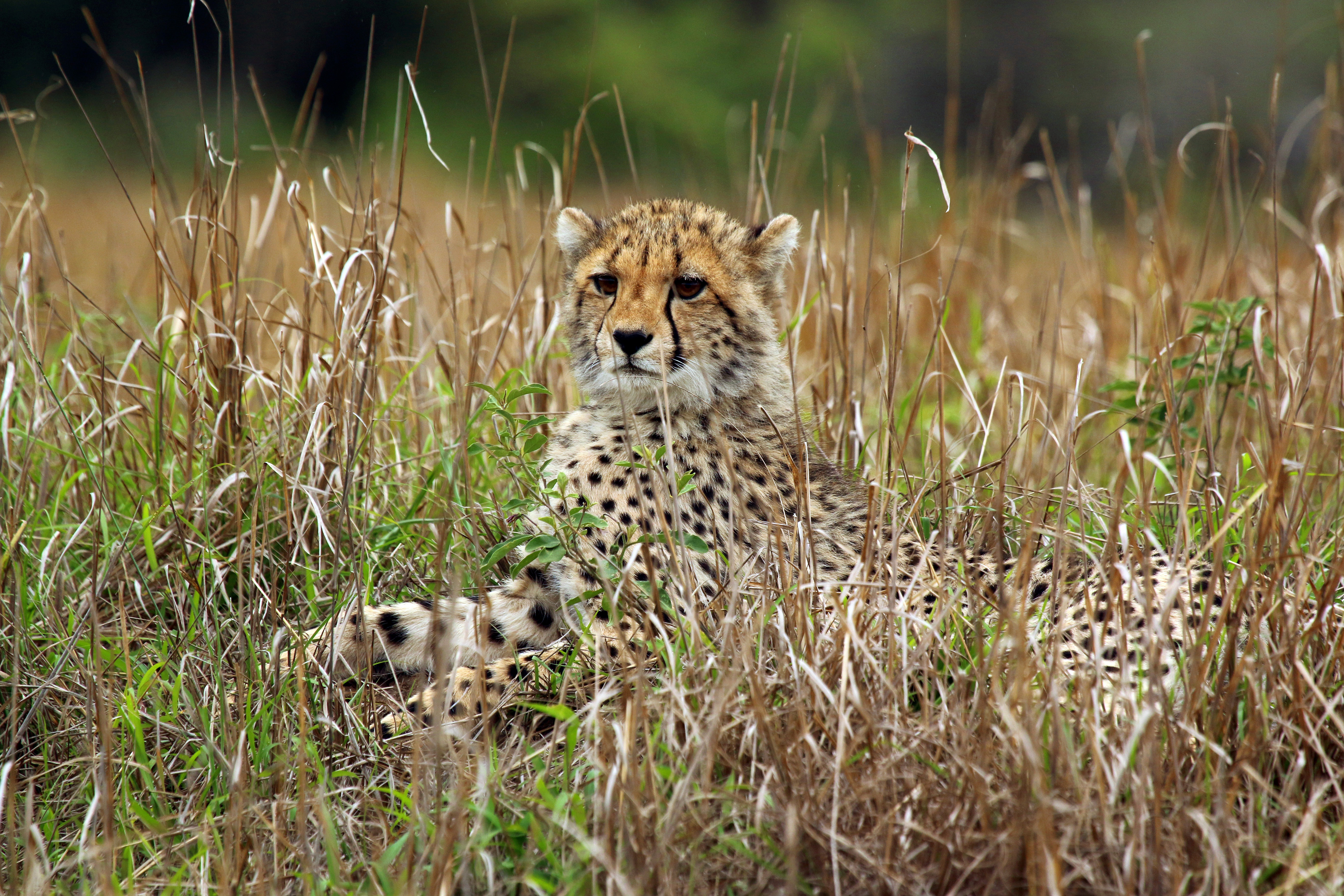
Un jeune guépard, caché par de hautes herbes, dans la « Phinda Private Game Reserve », province du KwaZulu-Natal, Afrique du Sud.

Les jeunes guépards possèdent un manteau de poils ressemblant à une crinière le long de leur dos. On suppose que ce manteau permet un meilleur camouflage des petits dans l'herbe. Ce pelage, qui les fait ressembler à un ratel, un féroce blaireau, serait une manière d'éloigner les prédateurs,. Le manteau commence à disparaître à trois mois, mais peut encore être vu à l'âge de deux ans. Pendant leurs toutes premières semaines de vie, les petits sont déplacés presque tous les jours par leur mère pour éviter les prédateurs.
Le taux de mortalité infantile est très élevé. Durant les premières semaines après la naissance, jusqu'à 70 % des jeunes sont tués par d'autres prédateurs. Les petits commencent à suivre leur mère à l'âge de 6 semaines. Ils sont sevrés à 3 ou 6 mois. Ils restent en général avec leur mère jusqu'à être âgés de 13 à 20 mois, période pendant laquelle elle leur apprend à chasser. Les membres d'une fratrie peuvent parfois ensuite demeurer plusieurs mois ensemble.
La maturité sexuelle est atteinte vers l'âge de 15 mois.
Aucun cas avéré d'infanticide par des guépards mâles n'a été rapporté.

### Alimentation

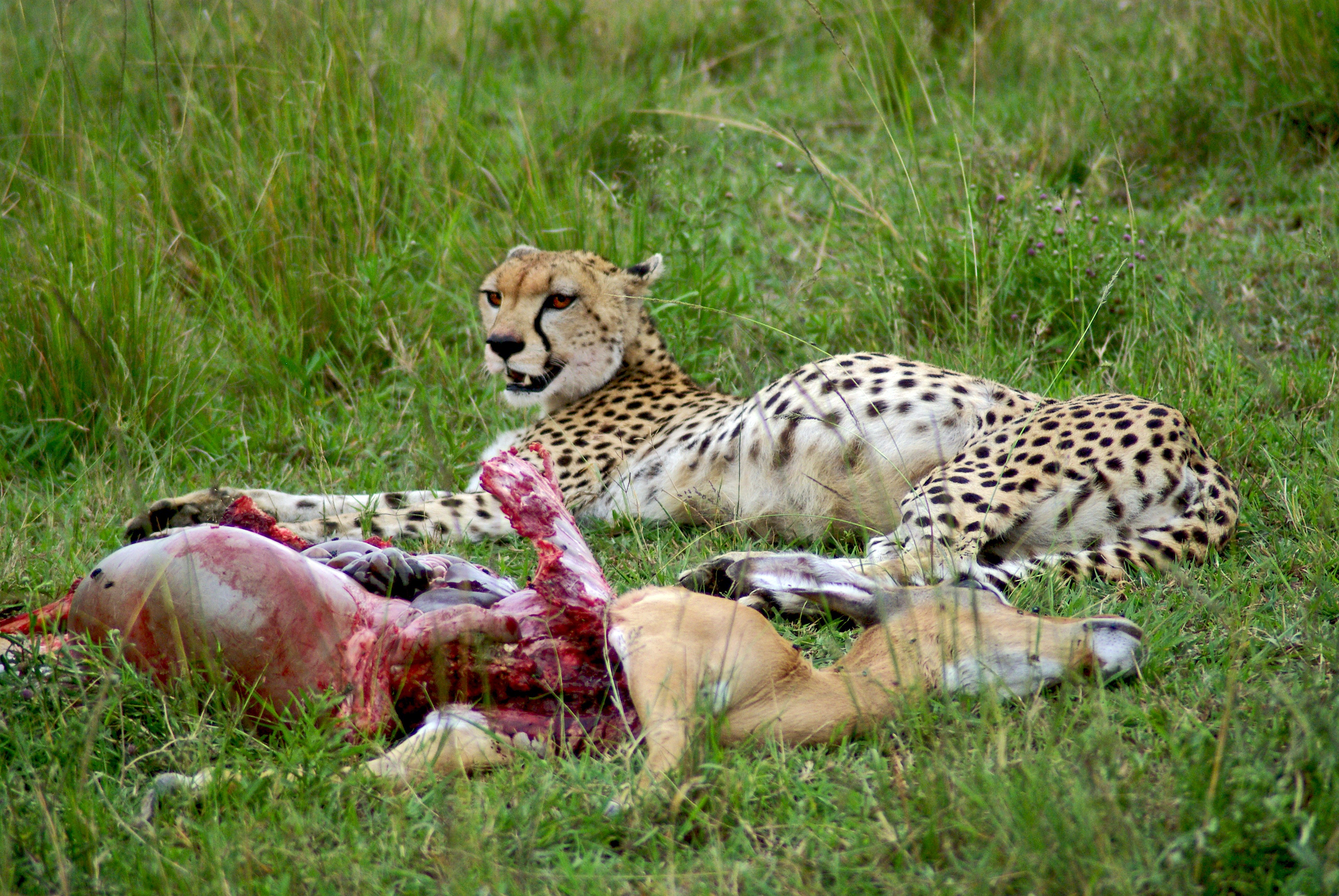
Un guépard se nourrissant d'un impala.

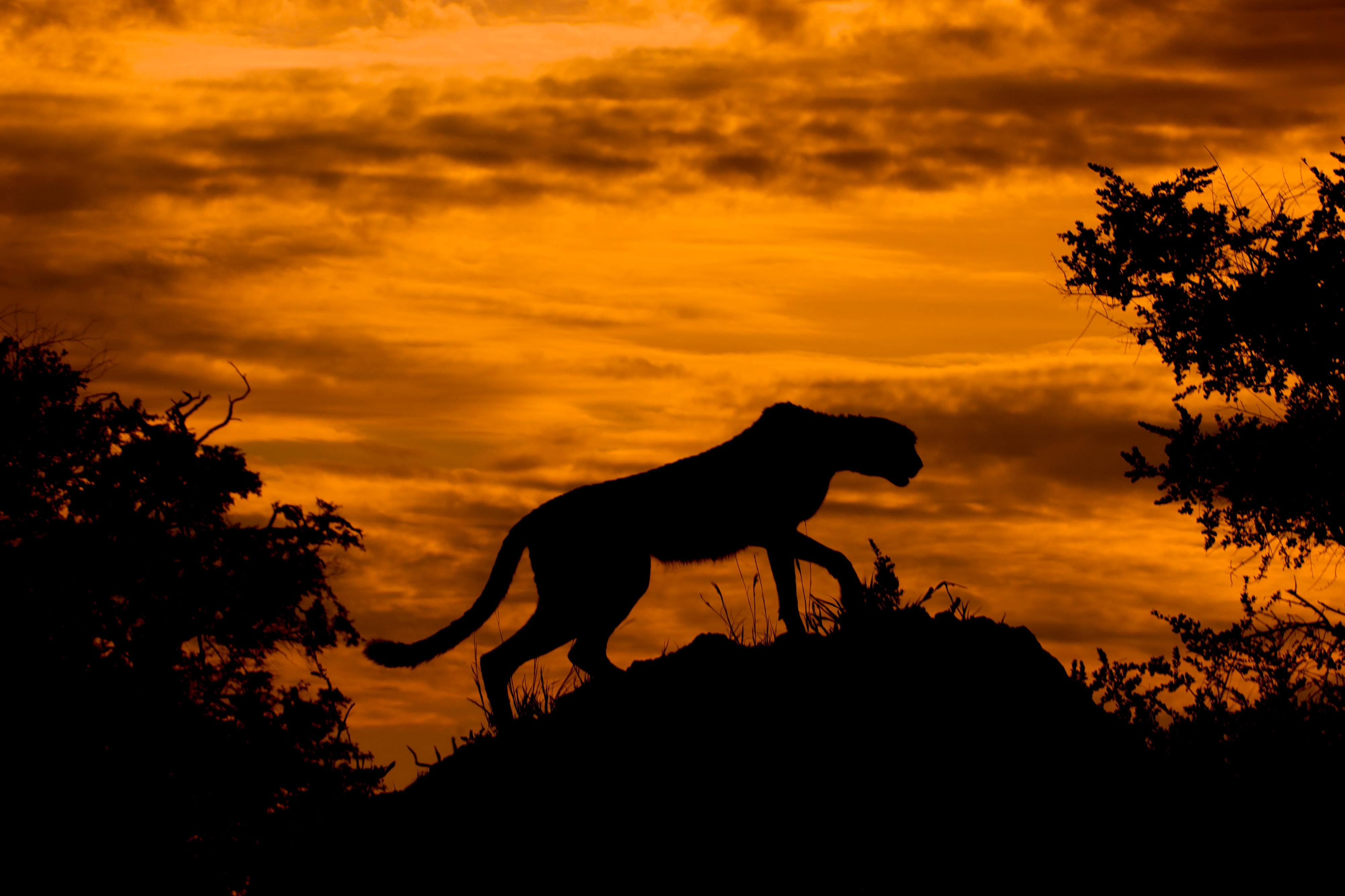
La silhouette élancée du guépard est le fruit d'une adaptation extrême à la course.

Son régime alimentaire est carnivore, essentiellement constitué de mammifères de moins de 50 kg, dont plusieurs variétés d'antilopes, tels des gazelles, springboks, Péléas, impalas, petits koudous, cobes, jeunes des gnous et des topis, steenboks, ourébis, mais aussi jeunes des phacochères et des autruches, lièvres, lapins, et parfois des pintades.
En Afrique de l'Est, les petites gazelles de Thomson et leurs faons constituent 80 % de son alimentation. Ce taux est élevé en comparaison des autres espèces de gazelles qui vivent dans la même région. En effet, la gazelle de Thomson est plus abondante dans cette région.[réf. nécessaire]
En Inde, il chasse la gazella bennettii, l'antilope cervicapre et le cerf axis.
La technique de chasse du guépard se distingue de la chasse à l'affût adoptée par la plupart des grands félins : pour attraper sa proie, il s'approche du troupeau après avoir scruté le terrain depuis une branche d'arbre, le sommet d'une termitière ou même depuis les toits des voitures. Une fois qu'il a repéré un animal qui s'est éloigné de son groupe, le guépard s'en approche patiemment à moins de 50 mètres. Il accélère alors subitement, durant quelques dizaines de secondes jusqu'à atteindre son exceptionnelle vitesse, qui lui permet d'attraper des animaux rapides.
Le guépard chasse surtout pendant le jour (dans le début de la matinée et dans la fin de l'après-midi), lorsque les autres prédateurs dorment, probablement parce qu'il se laisse facilement intimider par tous ceux qui veulent lui voler sa proie ; même les vautours peuvent forcer un guépard à abandonner une carcasse. C'est pourquoi le guépard tire sa proie à l'abri pour pouvoir la dévorer en paix. Lorsqu'il est repu, il abandonne les restes aux charognards. Les guépards des montagnes du Sahara constituent une exception puisque ce sont des chasseurs nocturnes,.
Lorsque le guépard arrive suffisamment près de sa proie, il se sert de sa patte, pourvue de grosses griffes solides. Il lui fait ainsi un croc-en-jambe et la déséquilibre afin qu'elle tombe. La vitesse lors du choc suffit souvent à tuer les gazelles, sinon le guépard s'empresse de la plaquer au sol et enserre la gorge de la victime. Il exécute ses proies par strangulation. Une fois sa victime achevée, le guépard doit toutefois attendre pour manger. Il est épuisé par l'effort qu'il a fourni. Pendant la course, son corps s'est dangereusement échauffé, sa température corporelle monte alors jusqu'à 41 °C. Par ailleurs, il est essoufflé. Il se repose donc pendant de longues minutes, toujours aux aguets, avant de pouvoir enfin dévorer sa proie. Cette explication est contestée par une étude récente.
Le guépard est un chasseur efficace, bien que son taux de réussite varie fortement selon le type de proie, l'expérience et le sexe du chasseur. La chasse aux faons de gazelles est couronnée de succès dans 76 à 100 % des cas selon les études, tandis que sur les sujets adultes le taux de réussite descend de 37 à 53,5 %. Une fratrie de jeunes guépards tue dans 75 % des poursuites lorsque les membres chassent ensemble, tandis qu'individuellement, ce taux tombe à 15 %. L'association de mâles adultes n'est cependant pas plus efficace lorsque la chasse est réalisée seul, en paire ou en trio ; les félins tendent juste à chasser de plus grosses proies. En comparaison, le taux de réussite du lion varie de 15 à 52 %.

### Compétition interspécifique
Le guépard peut être victime de la prédation des lions, des hyènes et parfois des léopards. En effet, les jeunes guépards sont souvent la proie de ces derniers, limitant ainsi le développement de l'espèce.
La compétition interspécifique entre le Lycaon (Lycaon pictus) et le guépard est forte en raison du fort recouvrement entre leurs régimes alimentaires et leurs activités. Malgré l'avantage du nombre, les meutes de Lycaons ont tendance à éviter les interactions avec le guépard. Deux cas rares de cleptoparasitisme de meutes de lycaons aux dépens de guépards ont été rapportés. Ces deux espèces volant rarement les proies des autres prédateurs, il s'agit plus probablement d'un comportement opportuniste.

## Écologie et conservation

### Habitat

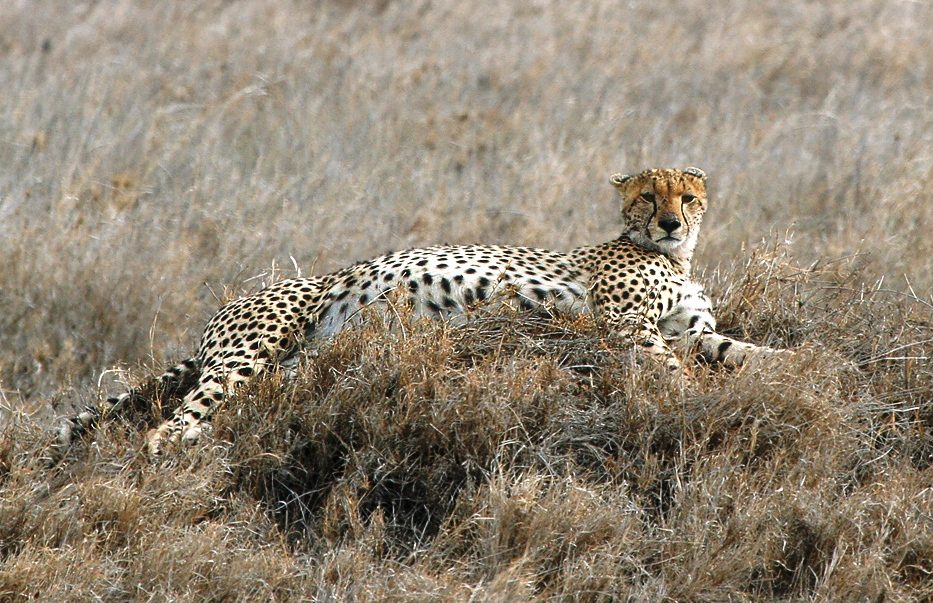
Un guépard dans le Parc national du Serengeti, en Tanzanie.

Il existe plusieurs populations isolées de guépard, en Afrique comme dans la dépression de Qattara en Égypte, et en Asie du Sud-Ouest. Environ 50 individus vivent en Iran, dans le Khorassan, où ils sont l'objet d'une campagne de préservation. La présence du guépard asiatique a été plusieurs fois signalée au Pakistan dans le Baloutchistan, sans que cela n'ait pu être confirmé.

### Conservation

#### Statuts
Les guépards sont inscrits sur la liste UICN comme espèce vulnérable (sous-espèce africaine menacée, sous-espèce asiatique en situation critique) ainsi que sur celle de l'US ESA comme espèce menacée au titre de l'appendice I de la CITES (Convention on International Trade in Endangered Species). Statut mondial : Catégorie 3 (A), statut régional : Catégorie 1 (A).[Quoi ?][réf. nécessaire]

#### Population

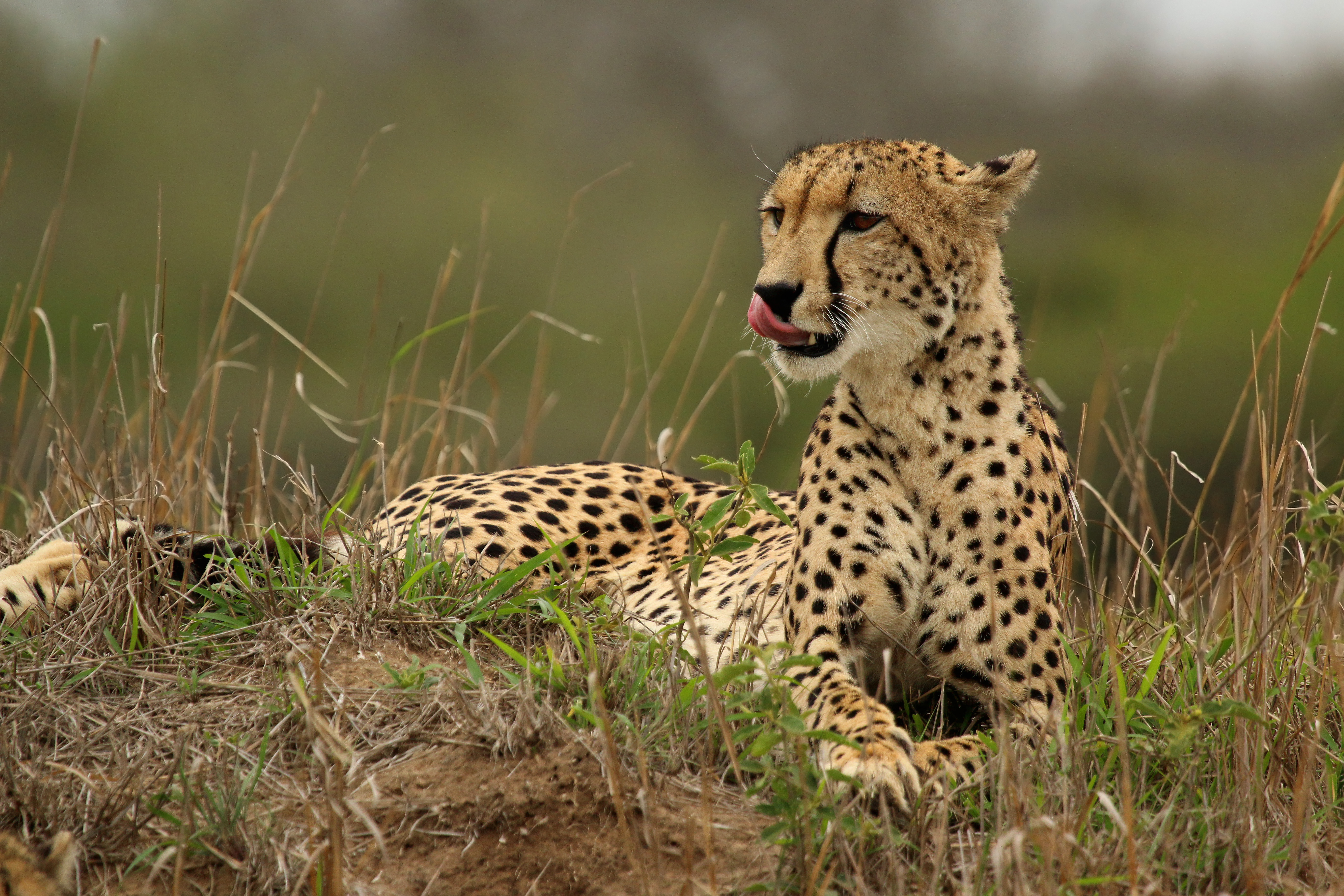
Un guépard femelle dans la réserve protégée de Phinda, Afrique du Sud.

Au cours du XXe siècle, l'aire de distribution des guépards a connu une spectaculaire régression : en Asie, on ne les trouve plus qu'en Iran ; ils ont disparu de l'Inde en 1947, au cours de la seconde moitié du XXe siècle de Syrie, d'Irak (1950), d'Israël (1956), de Jordanie (années 1960), de l'Arabie, du Pakistan, du Turkménistan et de l'Ouzbékistan dans les années 1970, puis, au cours de la seconde moitié du XXe siècle, ils ont déserté le Nord, l'Ouest et le Sud de l'Afrique où l'on dénombrait, à la fin des années 1970, entre 14 000 et 30 000 individus.
Depuis la fin du XIXe siècle, la population des guépards ne cesse de baisser, en effet en 1900, on comptait 100 000 guépards qui vivaient à travers l'Afrique et l'Asie. Aujourd'hui, il n'en resterait que 10 000. L'homme a chassé le guépard pendant plus d'un siècle, sa fourrure étant très prisée pour fabriquer des manteaux, écharpe etc. Sa fourrure est aussi utilisée pour fabriquer des tapis de prière. De plus, les os et les dents du guépard sont utilisés dans la médecine traditionnelle chinoise. En effet les dents du guépard sont utilisées en Chine pour soigner les maux de tête et d'estomac.
Sa chasse est interdite dans tous les pays d'Afrique depuis la fin des années 1990. Cependant, le braconnage est encore aujourd'hui très actif.
Dans certains pays (Tanzanie notamment), il existe des quotas permettant de chasser un certain nombre de guépards durant l'année (une vingtaine par an).

Il est aussi important de signaler que les zones agricoles en Afrique ne cessent d'augmenter, au détriment de nombreuses espèces sauvages, dont le guépard qui a vu disparaitre ses niches écologiques. De plus, le guépard est considéré comme une nuisance selon les fermiers africains. En effet, les guépards chassent les troupeaux de chèvres et de bœufs des fermiers. Avec la disparition de l'habitat du guépard, le nombre d'attaques ne cesse d'augmenter. Les fermiers n'hésitent donc pas à installer des pièges comme des appâts empoisonnés pour tuer les guépards qui rôdent autour des troupeaux. En Namibie, les fermiers comptent annuellement des pertes de 10 à 15 % de leurs moutons et leurs chèvres et 3 à 5 % de leurs veaux de bétail.

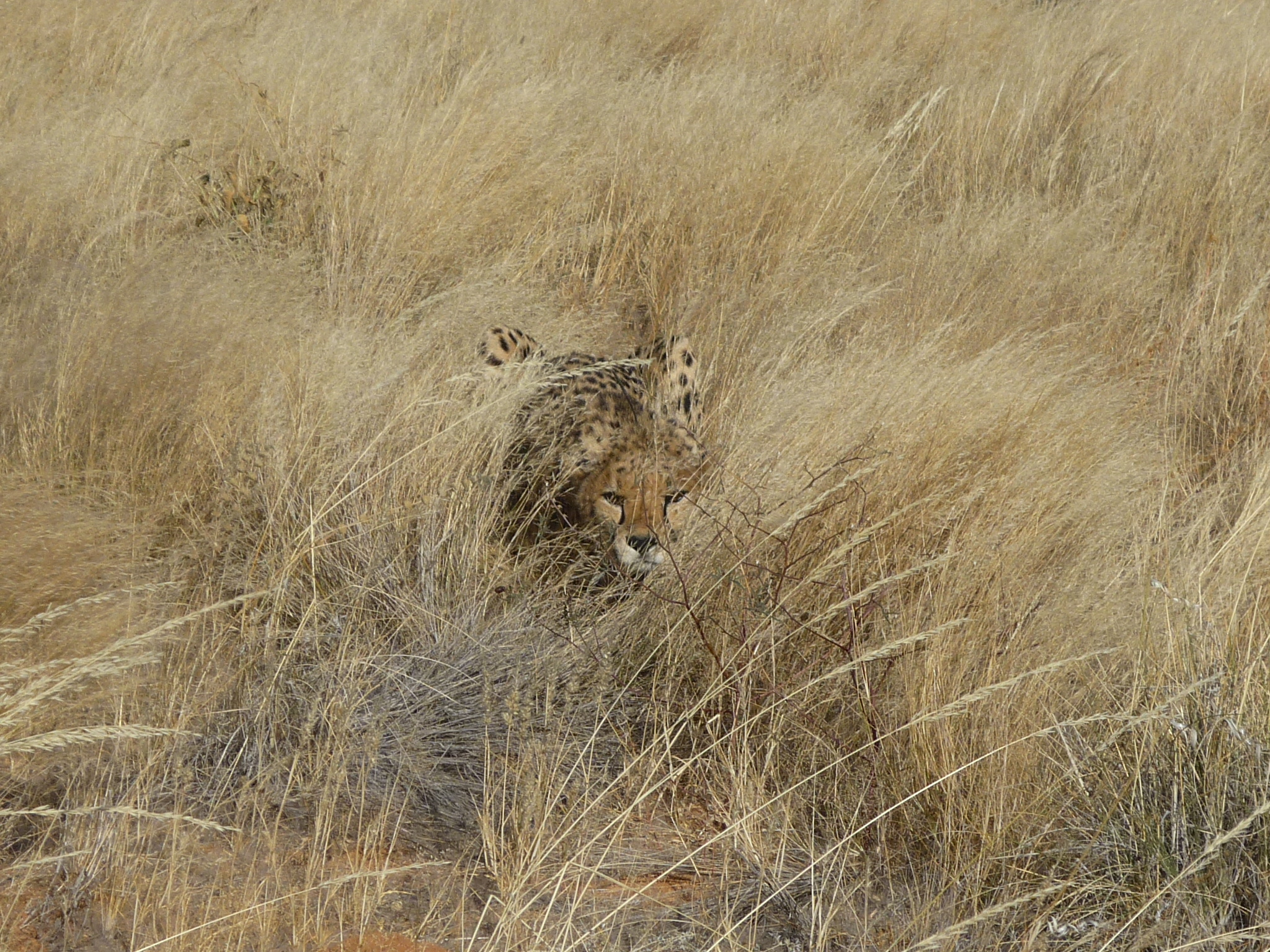
Un guépard recueilli à la N/'an ku sê Foundation, Namibie

Enfin, bien que les réserves protégées ne cessent d'augmenter en Afrique, seuls 10 % des guépards restants s'y trouvent (les guépards évitant les territoires des autres grands prédateurs tels que le lion et le léopard, lesquels se trouvent généralement dans les réserves). Les guépards à l'extérieur des réserves ne sont donc pas protégés par des lois empêchant la chasse.

##### Surprédation
Le nombre de prédateurs en Afrique est incroyablement élevé. En effet, parmi les grands prédateurs principaux, il y a : le lion, la hyène, la panthère, le guépard, etc.
De nombreux observateurs ont remarqué la vulnérabilité du guépard dans la compétition avec les autres grands carnivores et c'est actuellement le centre principal de l'étude à long terme du guépard dans le Serengeti en Tanzanie. Le guépard est aussi victime de la prédation des lions, des hyènes et parfois des léopards. En effet, les jeunes guépards sont souvent la proie de ces derniers, limitant ainsi le développement de l'espèce.
De plus, là où d'autres grands carnivores ont en grande partie été éliminés, comme dans les pâturages de Namibie, mais aussi au Kenya et en Somalie, les guépards semblent exister en plus grande densité. Cependant, ne compter que sur ces zones n'est pas une stratégie viable pour assurer la conservation des sous-populations viables.
Enfin, leur constitution légère et souple destinée à la course est aussi un inconvénient par rapport aux autres grands prédateurs. En effet, l'effort de la poursuite les épuise, nécessitant ainsi jusqu'à 20 minutes de repos après avoir tué leur proie. Cette phase de récupération augmente ainsi les risques de vol de leur proie par les lions, léopards et hyènes, contre lesquels ils ne peuvent pas lutter, car leurs mâchoires peu puissantes et leurs petites dents ne leur permettent pas de se défendre contre les grands prédateurs (notamment les hyènes et les lions, réputés pour avoir des mâchoires bien plus puissantes).

##### Génétique et consanguinité
Diverses recherches concernant le guépard ont montré que ce dernier, aussi bien en captivité qu'en liberté, présente un haut niveau d'homogénéité dans le génome. Cela indique que le guépard a probablement subi, au cours de son histoire, au moins un « goulet d'étranglement de population », qui a drastiquement réduit ses effectifs. Le plus récent avant le présent a vraisemblablement eu lieu au Pléistocène il y a 10 000 ans pendant les dernières grandes extinctions. Les raisons de cette première vague de disparitions sont l'objet de diverses hypothèses.
Un des facteurs du manque de diversité génétique du guépard est la consanguinité. En effet, dès que la mère a fini d'élever ses jeunes, elle retombe immédiatement en chaleur, et il n'est pas rare de voir de jeunes mâles des portées précédentes s'accoupler avec leur mère. Mais la faible diversité génétique du guépard s'explique aussi par des causes anthropiques : la chasse que les hommes ont faite aux guépards et la domestication pour la chasse peut être une autre raisons de leur variabilité génétique anormalement basse et d'une incidence élevée de semence anormale. L'utilisation de ce félin très rapide comme auxiliaire des chasses royales, daterait au moins des Sumériens (il y a environ 5 000 ans) et selon Marco Polo, il y a 700 ans, Kubilai Khan possédait, dans sa résidence d'été dans l'Himalaya, 1 000 guépards dressés pour la chasse. L'empereur moghol Akbar en aurait à lui seul, durant son règne, fait domestiquer 9 000 ; des pharaons égyptiens, des patriciens romains, des princes indiens, et plus récemment des monarques africains et européens en ont également possédé. Alors que des milliers d'animaux ont été capturés et élevés en captivité, il n'y a eu jusqu'en 1956 aucun cas connu de reproduction de guépard en captivité. Depuis 1970, malgré les techniques de reproduction assistée, seuls 10 à 15 % des couples captifs mettent bas, et le taux de mortalité est élevé (29,1 %).
La population de guépards a aussi pu être victime de la dernière ère glaciaire, celle-ci ayant éliminé la majorité des individus jusqu'à il y a environ 10 000 ans. En Europe, les guépards ont disparu à l'état sauvage. Il en resterait quelques dizaines d'individus en Afrique du Nord (guépard du Sahara) et en Asie (Iran). On en trouve à l'état sauvage en Afrique australe et orientale, dans des territoires de plus en plus écologiquement fragmentés.
Deux thèses s'opposent sur le monomorphisme du guépard. D'une part, le manque de diversité génétique est un handicap pour l'adaptation à long terme et la survie de l'effectif, ainsi que face aux maladies infectieuses ; cela entraîne et une baisse de la natalité et une augmentation de la mortalité dans le milieu naturel, en semi-captivité (réserves) et en captivité (parcs animaliers, zoos). Cette évolution alarmante est considérée aujourd'hui comme liée au monomorphisme génétique chez Acinonyx jubatus. Dans les parcs animaliers, on remarque de grandes difficultés pour accoupler les guépards. Les femelles captives conçoivent rarement et lorsqu'elles le font, le taux de mortalité juvénile est particulièrement élevé (28 à 38 %). Mais il est important de signaler qu'on observe aussi cela sur d'autres grands félins comme le lion. Cependant, il est inquiétant de constater que le sperme des guépards, qu'ils soient libres ou captifs, présente des taux particulièrement élevés de sperme anormal ou stérile (71-76 %). De plus, les taux de réussite de fécondation in-vitro sont relativement bas par rapport à d'autres espèces de félins. Enfin, les études menées sur les deux sous-espèces de guépards montrent largement que le guépard d'Afrique orientale (Acinonyx jubatus raineyi) et le guépard africain du Sud (Acinonyx jubatus jubatus) sont dix à cent fois moins séparés génétiquement que les différents groupes humains. Cette découverte met en doute la validité des classifications en sous-espèces existantes et pourrait être significative dans la gestion des populations de guépards, comme l'hybridation qui pourrait aider à améliorer la santé de ces populations distinctes.
La seconde hypothèse, plus optimiste, affirme qu'on ne possède pas de preuve que la reproduction du guépard soit aussi compromise dans la nature et que le faible taux de reproduction des guépards dans les parcs animaliers est dû aux méthodes utilisées par ces derniers. En effet certains zoos ont obtenu un franc succès dans la reproduction du guépard en captivité, car ils ont respecté des conditions bien particulières, comme de vastes enclos permettant aux guépards de s'observer sur de longues distances ; ou encore en respectant la séparation des mâles et des femelles avant l'accouplement, ainsi que la mise en place d'un « nid » pour la mère et ses petits. Ensuite, on a certes observé que la santé générale des guépards captifs était faible, mais on n'a pas observé d'épidémies particulières dans les populations sauvages, même si on a rapporté des cas de rage plutôt nombreux dans certains parcs en Afrique. Enfin, pour ce qui est du sperme, il est important de nuancer les études réalisées ces dernières années : en effet parmi des mâles ayant une qualité de sperme basse, certains étaient très infertiles mais d'autres sont très fertiles malgré la basse qualité de leur sperme.

### Perspective de réintroduction du guépard
Des propositions diverses ont été avancées pour réintroduire le guépard dans des territoires où il a vécu par le passé, par exemple en Israël, en Asie centrale ou en Inde.

### Perspective de résurrection du guépard indien
Il est aujourd'hui question de ressusciter le « cheetah », le guépard indien. Des généticiens indiens veulent s'appuyer sur des méthodes de pointe de clonage au Lacones (Laboratoire pour la conservation des espèces menacées) : « Si tout se passe bien, nous pourrons cloner le guépard indien d'ici cinq ans », affirme Laji Singh, directeur du Centre de biologie cellulaire et moléculaire d'Hyderabad et principal instigateur du projet. Une banque de gènes, de sperme et d'ovules a d'ores et déjà été collectée.
Cependant, les chercheurs rencontrent de nombreux obstacles : ils doivent s'approprier du tissu de guépard iranien qui figure parmi les espèces les plus menacées de la planète. Conformément à la Convention sur le commerce international des espèces de faune et de flore sauvages menacées d'extinction (CITES), il est illégal d'échanger du matériel génétique d'espèces menacées à l'état naturel. « Mais si les animaux sont élevés en captivité, nous avons légalement une bonne chance de les obtenir », affirme M. Sinha. Le guépard africain semble moins proche mais pourrait convenir en second recours : les analyses de protéines sanguines n'ont mis en évidence que des différences minimes entre les diverses populations de guépards. Les taux d'avortement des embryons clonés étant très élevés, les biologistes devront disposer d'un nombre suffisant d'ovules.
Au-delà du clonage, les détracteurs du projet s'interrogent sur l'avenir du guépard : « Supposons que l'on parvienne à cloner le guépard. Très bien, mais où sont passées les savanes dans lesquelles ils rôdaient autrefois ? Où trouvera-t-il suffisamment de proies pour survivre ? » demande Divyabhanu Sinh, auteur de The End of the Trail. Les détracteurs soulignent également la difficulté à réintroduire des animaux captifs en milieu naturel. D'autres protestent contre le coût de l'opération : l'argent devrait d'abord servir à protéger les animaux menacés. Ainsi, l'idée excitante de revoir le guépard indien entre dans le cadre d'une grande réflexion sur la réintroduction des espèces disparues.
En 2009, un comité d'experts doit se réunir afin de trouver une solution de réintroduction du guépard en Inde. Les négociations avec l'Iran pour obtenir des spécimens ayant abouti à un échec, l'Inde se tourne vers l'Afrique pour réintroduire l'espèce. Trois peaux de guépards indiens sont analysées par l'université de San Diego : des premières analyses ont montré, selon Divyabhanusinh Chavda, que les guépards indiens étaient très similaires aux guépards africains. Considéré comme un « patrimoine de l'Inde » en raison de son utilisation pour la chasse par les maharadjahs, le guépard a disparu de l'Inde depuis 1968. De nombreux écologistes sont sceptiques sur une telle réintroduction et déclarent qu'il serait plus appréciable de sauver le tigre avant d'essayer de réintroduire une nouvelle espèce.
Fin 2022, un premier lâcher de huit guépards (cinq mâles et trois femelles) originaires de Namibie doit être effectué au parc de Kuno.

## L'espèce et l'homme

### Étymologie
Le mot « guépard » est attesté en français depuis le XVIIe siècle, parfois sous la forme « gapar[d] » (éventuellement latinisée en gapardus), mots empruntés à l'italien « gattopardo », formé de gatto : « chat » et pardo, proche du nom arabe طارق, targui « nomade » (même origine que le mot touareg).
Le nom binominal Acinonyx jubatus évoque sa particularité, exceptionnelle chez les félidés, d'avoir des griffes non totalement rétractiles. Le nom de genre Acinonyx est formé sur le grec ancien ἀ, préfixe privatif, κινέω/kinéô, « mouvoir », et ὄνυξ/ónyx, « griffe, ongle », et peut être traduit par « à griffes immobiles ». Le nom de l'espèce, jubatus, provient du latin et signifie « à crinière ».
L'étymologie romane a été conservée dans la plupart des langues européennes :
- « guepardo » – sa forme espagnole,
- « Gepard » – sa forme allemande,
- « gepardi » – sa forme finnoise,
- « gepardo » – sa forme en espéranto.

Il existe néanmoins d'autres formes pour ce nom en Europe, par exemple :
- « lobotigre » – sa forme portugaise, qui signifie « loup-tigre »,
- « cheetah » – sa forme anglaise, un emprunt au hindî chita, qui peut signifier « panthère » ou « tacheté ».

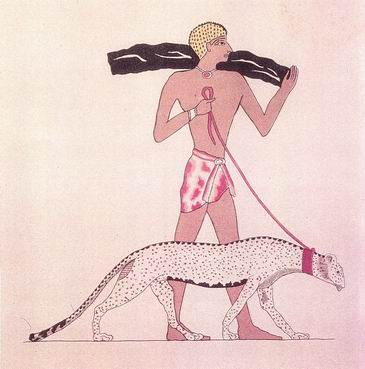
Un guépard domestiqué offert comme tribut au roi de Thèbes en -1700.

### Captivité actuelle
Au 31 décembre 2010, selon l'International Cheetah Studbooks, la population de guépards captifs s'élève à 1 578 individus, répartis dans 240 établissements de 44 pays. Sur cet effectif de guépards, 79,5 % sont nés en captivité. Seuls 323 de ces guépards sont nés dans la nature. En France, il y a 79 guépards répartis dans 18 établissements. L'un des plus notables concernant cette espèce est le Safari de Peaugres en Ardèche, dans lequel sont nés plus de 60 guépards en 23 ans, un chiffre unique en France et rare en Europe.
La population de guépards captifs a considérablement augmenté durant les dernières décennies, cela est dû à plusieurs organisations de programme d'élevage des espèces en voie de disparition tel que l'EEP mis en place par l'Association européenne des zoos et aquariums (EAZA). Dans le cas des guépards, les objectifs principaux sont de limiter la consanguinité, ainsi que l'étude de l'espèce. Mais plusieurs problèmes viennent freiner ces projets. En effet, la population de guépards captifs se révèlent bien plus encline à de nombreuses maladies que la population sauvage contracte rarement telles que la glomérulosclérose, la myélolipomes et la gastrite bactérienne à helicobacter,.

### Captivité historique
Dès le IVe millénaire avant notre ère, les chasseurs de l'Euphrate ont apprivoisé le guépard afin d'en faire un auxiliaire de chasse, tout comme les Égyptiens le firent deux mille ans plus tard. Il ne s'agit pas d'une domestication à proprement parler car comme le guépard se reproduit très difficilement en captivité (la première naissance en zoo date du XXe siècle) il n'a pas été possible de sélectionner les individus à faire se reproduire selon quelque critère que ce soit. En Europe, au XIe siècle, Guillaume le Conquérant appréciait les chasses à courre originales où le guépard tenait le rôle du lévrier. L'amateur le plus cité reste cependant le Grand Moghol Akbar qui, au XVIe siècle aurait possédé près de mille guépards et traité son favori avec les égards dus à un prince. À la manière des fauconniers, les dresseurs « aveuglaient » le guépard à l'aide d'un capuchon, ne le libérant qu'à l'approche du gibier. Recouvrant la vue, celui-ci se ruait instantanément sur cette cible soudaine. Seuls des animaux sauvages capturés adultes pouvaient être dressés. Des populations entières furent ainsi décimées pour le renouvellement des meutes, ce qui fut l'une des causes principales de la raréfaction des guépards, attestée dès la fin du XIXe siècle de la péninsule arabique jusqu'aux Indes, d'où les guépards ont aujourd'hui disparu. Les rares survivants sur le continent asiatique hantent une petite zone de l'Iran occidental, vraisemblablement le seul pays où l'espèce n'a pas été exterminée.

### Importance économique
La peau du guépard était autrefois perçue comme symbole de richesse. Aujourd'hui, le guépard a une importance économique croissante dans l'écotourisme. On le trouve également dans les zoos. Des bénéfices sont également tirés de la commercialisation illégale des petits des guépards comme animaux de compagnie, le prix d'un guépard peut aller jusqu'à 15 000 dollars. Les Émirats arabes unis sont une destination fréquente pour les importations illicites de guépards. Les jeunes guépards sont achetés illégalement car les lois interdisent la propriété individuelle d'animaux sauvages ou menacés d'extinction. En moyenne, 300 guépardeaux sont prélevés chaque année dans la nature pour être vendus illégalement comme animaux de compagnie.
Les guépards étaient auparavant chassés car de nombreux agriculteurs estimaient qu'ils constituaient une menace pour le bétail. L'espèce étant menacée, de nombreuses campagnes ont été lancées pour tenter de concilier l'approche des fermiers et le souhait de protection des guépards,.
En outre, le gouvernement namibien est épaulé par la Cheetah Conservation Fund (CCF), qui travaille à prévenir les populations et à aider les fermiers à mieux vivre avec le guépard et ainsi à minimiser leur perte de bétail.

### Le guépard dans la culture
Selon la mythologie San, les dieux organisèrent une course pour savoir quel était l'animal le plus rapide sur terre. Cette course opposa le guépard et le tsessebe (une antilope très rapide). Rapidement le guépard prit du retard et la victoire semblait proche pour l'antilope, mais tout à coup celle-ci tomba à terre. Contre toute attente, le guépard l'aida à se relever plutôt que de continuer. Pour le récompenser de son attitude généreuse, les dieux en firent l'animal le plus rapide sur terre.
Le Guépard est aussi le titre d'un roman de Giuseppe Tomasi di Lampedusa, Il Gattopardo (1958), porté à l'écran en 1963 par Luchino Visconti.